# 北薪峴駅
北薪峴駅（プクシニョンえき、朝鮮語: 북신현역）は、朝鮮民主主義人民共和国平安北道香山郡にある駅で、満浦線に属する。かつては雲山線（現在は廃止）の起点駅でもあった。

## 歴史
- 1934年11月1日：開業[3]。

## 隣の駅
満浦線
新興洞駅 - 北薪峴駅 - 妙香山駅